# Grand Prix automobile du Canada 2023
GP précédent GP suivant
Le Grand Prix automobile du Canada 2023 (Formula 1 Pirelli Grand Prix du Canada 2023) disputé le 18 juin 2023 sur le Circuit Gilles-Villeneuve, est la 1087e épreuve du championnat du monde de Formule 1 courue depuis 1950. Il s'agit de la cinquante-deuxième édition du Grand Prix du Canada comptant pour le championnat du monde de Formule 1, la quarante-deuxième disputée sur le circuit de l'Île Notre-Dame, au sein du Parc Jean-Drapeau de Montréal et de la neuvième manche du championnat 2023
Quels que soient les circonstances et les aléas météorologiques, Max Verstappen reste imbattable ; malgré des qualifications ponctuées par des averses plus ou moins intenses, s'interrompant notamment lors de la Q2 avant de reprendre de plus belle, il obtient sa cinquième pole position de la saison et la vingt-cinquième de sa carrière. Le leader du championnat, premier en piste en pneus intermédiaires en début de Q3, réussit, en deux tours, à afficher un temps de cinq secondes plus lent qu'en deuxième phase. Cinq minutes se sont écoulées quand Oscar Piastri tape le mur et provoque un drapeau rouge ; juste avant, Nico Hülkenberg réalise le deuxième temps, alors que Fernando Alonso est troisième, devant Lewis Hamilton. La pluie redouble et plus personne ne peut améliorer. Hülkenberg, n'ayant pas suffisamment ralenti sous drapeau rouge, est pénalisé d'un recul de trois places. Du coup, Alonso part aux côtés de Verstappen et les Mercedes d'Hamilton et de Russell occupent la deuxième ligne. Hülkenberg, cinquième en troisième ligne, devance Esteban Ocon. La quatrième ligne est aux couleurs des McLaren de Norris et de Piastri et Charles Leclerc, à nouveau éliminé en Q2, part dixième, derrière Alexander Albon en profitant d'une pénalité pour avoir gêné d'autres concurrents infligée à son coéquipier Carlos Sainz qui a réalisé le huitième temps et se retrouve onzième.
Sans personne dans ses rétroviseurs, Max Verstappen est, pour la troisième fois consécutive, en tête durant toute la course. Sur l'île Notre-Dame, devant 345 000 spectateurs, le Néerlandais offre sa centième victoire à Red Bull Racing à l'occasion de son quarante-et-unième succès personnel qui en fait l'égal d'Ayrton Senna. Il remporte sa sixième victoire de l'année, la quatrième consécutive sur un rythme qui peut l'emmener vers un troisième titre de champion du monde, tant sa supériorité est écrasante. Fernando Alonso sort vainqueur de sa lutte pour la deuxième place contre Lewis Hamilton qui a duré toute la course. Les Ferrari reviennent de loin pour compléter le Top 5.
Si les trois premiers à l'arrivée sont les mêmes que sur la grille, il n'en va pas ainsi durant toute l'épreuve. Alonso patine au départ, Hamilton le dépasse, et il doit résister à Russell pour conserver sa troisième position. Au onzième tour, Russell percute latéralement le mur à la sortie du virage no 9 avant l'épingle, lâchant de nombreux débris de sa W14 sur le tarmac. Il repart tandis que la voiture de sécurité entre en piste. Les premiers du classement (Verstappen, Hamilton, Alonso, Ocon, Norris, Piastri, Albon) en profitent pour foncer dans la voie des stands alors que Leclerc et Sainz restent en piste et se retrouvent quatrième et cinquième. Cette stratégie s'avère payante pour eux, dans la mesure où ils ne perdront pas leurs positions lors de leurs uniques arrêts tardifs, la plupart de leurs rivaux procédant à deux arrêts. 
Après une sortie des stands musclée où Hamilton conserve l'avantage sur Alonso, l'Espagnol utilise son aileron arrière mobile pour lui reprendre la deuxième place, au vingt-deuxième tour. Sergio Pérez qui ne s'est pas arrêté au stand sous safety car  pour s'installer en sixième position, ne parvient pas ensuite à rivaliser avec les Ferrari au volant de sa RB19. Les positions se stabilisent et Verstappen n'est jamais menacé bien qu'il ne creuse pas un écart aussi important que lors des manches précédentes. Albon, « pilote du jour », effectue cinquante-huit tours avec le même train de pneus durs et grâce à une belle vitesse de pointe, marque les six points de la septième place en devançant Ocon qui doit repousser les assauts de Norris dans le dernier tour. Le pilote McLaren, neuvième sous le drapeau à damier, est pénalisé de cinq secondes pour avoir trop ralenti sous voiture de sécurité. En conséquence, Lance Stroll qui a dépassé Valtteri Bottas sur la ligne d'arrivée, lui laisse l'unité restante. Sergio Pérez, sixième place sécurisée, s'arrête à une boucle de la fin, et chaussé de pneus tendres, établit le meilleur tour en course pour profiter du point bonus. Onze titres mondiaux figurent sur le podium, le 104e d'Alonso et le 194e d'Hamilton.
Au championnat du monde, Verstappen (195 points) creuse une avance de 69 unités sur son coéquipier Pérez (126 points) qui voit Alonso (117 points) se rapprocher. Hamilton (102 points) consolide sa quatrième place devant Sainz (68 points), Russell (65 points) et Leclerc (54 points). Stroll (37 points) occupe la huitième place, suivi d'Ocon (29 points) et de Gasly (15 points). Red Bull Racing, qui poursuit son sans-faute, totalise 321 points, loin devant Mercedes (167 points), Aston Martin (154 points) et Ferrari (122 points). Alpine (44 points) est détaché au cinquième rang ; suivent McLaren (17 points), Alfa Romeo (9 points) et Haas (8 points), alors que grâce à Alexander Albon, Williams (7 points) laisse la dernière place à AlphaTauri (2 points).

## Pneus disponibles
| Pneus pour piste sèche | Pneus pour piste sèche | Pneus pour piste sèche | Pneus pluie    | Pneus pluie |
| ---------------------- | ---------------------- | ---------------------- | -------------- | ----------- |
| Durs (Type C3)         | Medium (Type C4)       | Tendres (Type C5)      | Intermédiaires | Pluie       |

## Essais libres

### Première séance, le vendredi de 13 h 30 à 14 h 30
| Pos. | Pilote          | Voiture               | Chrono         | Écart     |
| ---- | --------------- | --------------------- | -------------- | --------- |
| 1    | Valtteri Bottas | Alfa Romeo-Ferrari    | 1 min 18 s 728 |           |
| 2    | Lance Stroll    | Aston Martin-Mercedes | 1 min 19 s 175 | + 0 s 447 |
| 3    | Fernando Alonso | Aston Martin-Mercedes | 1 min 19 s 807 | + 1 s 079 |
| 4    | Sergio Pérez    | Red Bull-Honda RBPT   | 1 min 20 s 154 | + 1 s 426 |
| 5    | Max Verstappen  | Red Bull-Honda RBPT   | 1 min 20 s 231 | + 1 s 503 |
| 6    | Oscar Piastri   | McLaren-Mercedes      | 1 min 21 s 496 | + 2 s 768 |

- La séance est interrompue après seulement cinq minutes à la suite de l'immobilisation de la monoplace de Pierre Gasly, touchée par un problème de transmission. Le système de télésurveillance, tombé en panne durant la neutralisation au drapeau rouge, ne permet pas la reprise de la séance[4],[5].

### Deuxième séance, le vendredi de 16 h 30 à 18 h
| Pos. | Pilote           | Voiture               | Chrono         | Écart     |
| ---- | ---------------- | --------------------- | -------------- | --------- |
| 1    | Lewis Hamilton   | Mercedes              | 1 min 13 s 718 |           |
| 2    | George Russell   | Mercedes              | 1 min 13 s 745 | + 0 s 027 |
| 3    | Carlos Sainz Jr. | Ferrari               | 1 min 13 s 844 | + 0 s 126 |
| 4    | Fernando Alonso  | Aston Martin-Mercedes | 1 min 14 s 044 | + 0 s 326 |
| 5    | Charles Leclerc  | Ferrari               | 1 min 14 s 094 | + 0 s 376 |
| 6    | Max Verstappen   | Red Bull-Honda RBPT   | 1 min 14 s 142 | + 0 s 424 |

- La deuxième séance d'essais libres est avancée d'une demi-heure et prolongée d'autant de temps en raison du temps de roulage très limité lors de la première séance[7]. « Conformément à l'article 11.9.3.o du Code Sportif International de la FIA, à la demande du directeur de course et dans l'intérêt de la sécurité, nous modifions le programme officiel du Grand Prix du Canada 2023 en prolongeant la durée de la séance d'essais libres 2 de 30

minutes. »
- La séance est interrompue au drapeau rouge après la casse moteur de Nico Hülkenberg ; à la relance, les pilotes ont à peine le temps d'effectuer un tour que la session est à nouveau interrompue à cause de l'arrêt en piste d'Esteban Ocon. À un quart d'heure du drapeau à damier, une grosse averse touche le circuit, le vent qui l'accompagne envoie énormément de feuilles sur la piste et l'air est rempli de pollen[9].

### Troisième séance, le samedi de 12 h 30 à 13 h 30
| Pos. | Pilote           | Voiture               | Chrono         | Écart     |
| ---- | ---------------- | --------------------- | -------------- | --------- |
| 1    | Max Verstappen   | Red Bull-Honda RBPT   | 1 min 23 s 106 |           |
| 2    | Charles Leclerc  | Ferrari               | 1 min 23 s 397 | + 0 s 291 |
| 3    | Fernando Alonso  | Aston Martin-Mercedes | 1 min 24 s 483 | + 1 s 377 |
| 4    | Kevin Magnussen  | Haas-Ferrari          | 1 min 24 s 715 | + 1 s 609 |
| 5    | Carlos Sainz Jr. | Ferrari               | 1 min 24 s 765 | + 1 s 659 |
| 6    | Pierre Gasly     | Alpine-Renault        | 1 min 24 s 825 | + 1 s 719 |

- La séance est interrompue au drapeau rouge après que Carlos Sainz Jr. a tapé de face le mur au virage n°1; sa Ferrari SF-23 rebondit et tape ensuite par l'arrière[11].

## Séance de qualifications

### Résultats des qualifications
| Pos.                                                                                      | Pilote           | Écurie                | Qualifications 1 | Qualifications 2 | Qualifications 3 |
| ----------------------------------------------------------------------------------------- | ---------------- | --------------------- | ---------------- | ---------------- | ---------------- |
| 1                                                                                         | Max Verstappen   | Red Bull-Honda RBPT   | 1 min 20 s 851   | 1 min 19 s 092   | 1 min 25 s 858   |
| 2                                                                                         | Nico Hülkenberg  | Haas-Ferrari          | 1 min 22 s 730   | 1 min 20 s 305   | 1 min 27 s 102   |
| 3                                                                                         | Fernando Alonso  | Aston Martin-Mercedes | 1 min 21 s 481   | 1 min 19 s 776   | 1 min 27 s 286   |
| 4                                                                                         | Lewis Hamilton   | Mercedes              | 1 min 21 s 554   | 1 min 20 s 426   | 1 min 27 s 627   |
| 5                                                                                         | George Russell   | Mercedes              | 1 min 21 s 798   | 1 min 20 s 098   | 1 min 27 s 893   |
| 6                                                                                         | Esteban Ocon     | Alpine-Renault        | 1 min 22 s 114   | 1 min 20 s 406   | 1 min 27 s 945   |
| 7                                                                                         | Lando Norris     | McLaren-Mercedes      | 1 min 21 s 998   | 1 min 19 s 347   | 1 min 28 s 046   |
| 8                                                                                         | Carlos Sainz Jr. | Ferrari               | 1 min 22 s 248   | 1 min 19 s 856   | 1 min 29 s 294   |
| 9                                                                                         | Oscar Piastri    | McLaren-Mercedes      | 1 min 22 s 190   | 1 min 19 s 659   | 1 min 31 s 349   |
| 10                                                                                        | Alexander Albon  | Williams-Mercedes     | 1 min 21 s 938   | 1 min 18 s 725   | Pas de temps     |
| 11                                                                                        | Charles Leclerc  | Ferrari               | 1 min 21 s 843   | 1 min 20 s 615   |                  |
| 12                                                                                        | Sergio Pérez     | Red Bull-Honda RBPT   | 1 min 22 s 151   | 1 min 20 s 959   |                  |
| 13                                                                                        | Lance Stroll     | Aston Martin-Mercedes | 1 min 22 s 677   | 1 min 21 s 484   |                  |
| 14                                                                                        | Kevin Magnussen  | Haas-Ferrari          | 1 min 22 s 351   | 1 min 21 s 678   |                  |
| 15                                                                                        | Valtteri Bottas  | Alfa Romeo-Ferrari    | 1 min 22 s 332   | 1 min 21 s 821   |                  |
| 16                                                                                        | Yuki Tsunoda     | AlphaTauri-Honda RBPT | 1 min 22 s 746   |                  |                  |
| 17                                                                                        | Pierre Gasly     | Alpine-Renault        | 1 min 22 s 886   |                  |                  |
| 18                                                                                        | Nyck de Vries    | AlphaTauri-Honda RBPT | 1 min 23 s 137   |                  |                  |
| 19                                                                                        | Logan Sargeant   | Williams-Mercedes     | 1 min 23 s 337   |                  |                  |
| 20                                                                                        | Zhou Guanyu      | Alfa Romeo-Ferrari    | 1 min 23 s 342   |                  |                  |
| Temps minimal à réaliser pour la qualification : 1 min 26 s 510 (107 % de 1 min 20 s 851) |                  |                       |                  |                  |                  |

- La séance est interrompue au drapeau rouge après qu'Oscar Piastri a tapé le mur en Q3 à la sortie du virage no 7 ; à la relance, l'intensité de la pluie empêche les pilotes d'améliorer leurs temps[13].

### Grille de départ
- Nico Hülkenberg, auteur du deuxième temps, est rétrogradé de trois places pour ne pas avoir suffisamment ralenti sous drapeau rouge ; il s'élance cinquième[14];
- Carlos Sainz Jr., auteur du huitième temps, est pénalisé d'un recul de trois places pour avoir gêné Pierre Gasly durant les qualifications ; il s'élance onzième[14];
- Lance Stroll, auteur du treizième temps, est pénalisé d'un recul de trois places pour avoir gêné Esteban Ocon durant les qualifications ; il s'élance seizième[15];
- Yuki Tsunoda, auteur du seizième temps, est pénalisé d'un recul de trois places pour avoir gêné Nico Hülkenberg durant les qualifications ; il s'élance dix-neuvième[15].

| Pos. | Pilote           | Écurie                | Ligne |
| ---- | ---------------- | --------------------- | ----- |
| 1    | Max Verstappen   | Red Bull-Honda RBPT   | 1     |
| 2    | Fernando Alonso  | Aston Martin-Mercedes | 1     |
| 3    | Lewis Hamilton   | Mercedes              | 2     |
| 4    | George Russell   | Mercedes              | 2     |
| 5    | Nico Hülkenberg  | Haas-Ferrari          | 3     |
| 6    | Esteban Ocon     | Alpine-Renault        | 3     |
| 7    | Lando Norris     | McLaren-Mercedes      | 4     |
| 8    | Oscar Piastri    | McLaren-Mercedes      | 4     |
| 9    | Alexander Albon  | Williams-Mercedes     | 5     |
| 10   | Charles Leclerc  | Ferrari               | 5     |
| 11   | Carlos Sainz Jr. | Ferrari               | 6     |
| 12   | Sergio Pérez     | Red Bull-Honda RBPT   | 6     |
| 13   | Kevin Magnussen  | Haas-Ferrari          | 7     |
| 14   | Valtteri Bottas  | Alfa Romeo-Ferrari    | 7     |
| 15   | Pierre Gasly     | Alpine-Renault        | 8     |
| 16   | Lance Stroll     | Aston Martin-Mercedes | 8     |
| 17   | Nyck de Vries    | AlphaTauri-Honda RBPT | 9     |
| 18   | Logan Sargeant   | Williams-Mercedes     | 9     |
| 19   | Yuki Tsunoda     | AlphaTauri-Honda RBPT | 10    |
| 20   | Zhou Guanyu      | Alfa Romeo-Ferrari    | 10    |

## Course

### Classement de la course
| Pos. | no | Pilote           | Écurie                | Tours | Temps/Abandon                           | Grille | Points |
| ---- | -- | ---------------- | --------------------- | ----- | --------------------------------------- | ------ | ------ |
| 1    | 1  | Max Verstappen   | Red Bull-Honda RBPT   | 70    | 1 h 33 min 58 s 348 (194,910 km/h)      | 1      | 25     |
| 2    | 14 | Fernando Alonso  | Aston Martin-Mercedes | 70    | + 9 s 570                               | 2      | 18     |
| 3    | 44 | Lewis Hamilton   | Mercedes              | 70    | + 14 s 168                              | 3      | 15     |
| 4    | 16 | Charles Leclerc  | Ferrari               | 70    | + 18 s 648                              | 10     | 12     |
| 5    | 55 | Carlos Sainz Jr. | Ferrari               | 70    | + 21 s 540                              | 11     | 10     |
| 6    | 11 | Sergio Pérez     | Red Bull-Honda RBPT   | 70    | + 51 s 028                              | 12     | 8 + 1  |
| 7    | 23 | Alexander Albon  | Williams-Mercedes     | 70    | + 1 min 00 s 813                        | 9      | 6      |
| 8    | 31 | Esteban Ocon     | Alpine-Renault        | 70    | + 1 min 01 s 692                        | 6      | 4      |
| 9    | 18 | Lance Stroll     | Aston Martin-Mercedes | 70    | + 1 min 04 s 402                        | 16     | 2      |
| 10   | 77 | Valtteri Bottas  | Alfa Romeo-Ferrari    | 70    | + 1 min 04 s 432                        | 14     | 1      |
| 11   | 81 | Oscar Piastri    | McLaren-Mercedes      | 70    | + 1 min 05 s 101                        | 8      |        |
| 12   | 10 | Pierre Gasly     | Alpine-Renault        | 70    | + 1 min 05 s 249                        | 15     |        |
| 13   | 4  | Lando Norris     | McLaren-Mercedes      | 70    | + 1 min 08 s 363 (dont 5 s de pénalité) | 7      |        |
| 14   | 22 | Yuki Tsunoda     | AlphaTauri-Honda RBPT | 70    | + 1 min 13 s 423                        | 19     |        |
| 15   | 27 | Nico Hülkenberg  | Haas-Ferrari          | 69    | + 1 tour                                | 5      |        |
| 16   | 24 | Zhou Guanyu      | Alfa Romeo-Ferrari    | 69    | + 1 tour                                | 20     |        |
| 17   | 20 | Kevin Magnussen  | Haas-Ferrari          | 69    | + 1 tour                                | 13     |        |
| 18   | 21 | Nyck de Vries    | AlphaTauri-Honda RBPT | 69    | + 1 tour                                | 17     |        |
| Abd. | 63 | George Russell   | Mercedes              | 53    | Freins                                  | 4      |        |
| Abd. | 2  | Logan Sargeant   | Williams-Mercedes     | 6     | Moteur                                  | 18     |        |

- Arrivé 9e, Norris est pénalisé de 5 secondes pour avoir trop ralenti sous safety car. A cause des faibles écarts à l'arrivée, cela le classe finalement 13e.

### Pole position et record du tour
- Pole position :  Max Verstappen (Red Bull-Honda RBPT) en 1 min 25 s 858 (182,855 km/h)[18].
- Meilleur tour en course :  Sergio Pérez (Red Bull-Honda RBPT) en 1 min 14 s 481 (210,787 km/h) au soixante-dixième tour ; sixième de la course, il s'adjuge le point bonus associé au meilleur tour[19].

### Tours en tête
- Max Verstappen (Red Bull-Honda RBPT) : 70 tours (1-70)[20]

## Classements généraux à l'issue de la course
| Pos. | Pilote           | Écurie                | Points |
| ---- | ---------------- | --------------------- | ------ |
| 1    | Max Verstappen   | Red Bull-Honda RBPT   | 195    |
| 2    | Sergio Pérez     | Red Bull-Honda RBPT   | 126    |
| 3    | Fernando Alonso  | Aston Martin-Mercedes | 117    |
| 4    | Lewis Hamilton   | Mercedes              | 102    |
| 5    | Carlos Sainz Jr. | Ferrari               | 68     |
| 6    | George Russell   | Mercedes              | 65     |
| 7    | Charles Leclerc  | Ferrari               | 54     |
| 8    | Lance Stroll     | Aston Martin-Mercedes | 37     |
| 9    | Esteban Ocon     | Alpine-Renault        | 29     |
| 10   | Pierre Gasly     | Alpine-Renault        | 15     |
| 11   | Lando Norris     | McLaren-Mercedes      | 12     |
| 12   | Alexander Albon  | Williams-Mercedes     | 7      |
| 13   | Nico Hülkenberg  | Haas-Ferrari          | 6      |
| 14   | Valtteri Bottas  | Alfa Romeo-Ferrari    | 5      |
| 15   | Oscar Piastri    | McLaren-Mercedes      | 5      |
| 16   | Zhou Guanyu      | Alfa Romeo-Ferrari    | 4      |
| 17   | Kevin Magnussen  | Haas-Ferrari          | 2      |
| 18   | Yuki Tsunoda     | AlphaTauri-Honda RBPT | 2      |

| Pos. | Écurie                | Points |
| ---- | --------------------- | ------ |
| 1    | Red Bull-Honda RBPT   | 321    |
| 2    | Mercedes              | 167    |
| 3    | Aston Martin-Mercedes | 154    |
| 4    | Ferrari               | 122    |
| 5    | Alpine-Renault        | 44     |
| 6    | McLaren-Mercedes      | 17     |
| 7    | Alfa Romeo-Ferrari    | 9      |
| 8    | Haas-Ferrari          | 8      |
| 9    | Williams-Mercedes     | 7      |
| 10   | AlphaTauri-Honda RBPT | 2      |

## Statistiques
Le Grand Prix du Canada 2023 représente :
- la 25e pole position de Max Verstappen, sa cinquième de la saison[23] ;
- la 41e victoire de Max Verstappen, sa sixième de la saison et la quatrième consécutive[24] ;
- la 100e victoire de Red Bull, la huitième de la saison en huit épreuves disputées[25] ;
- la 8e victoire de Honda RBPT en tant que motoriste, invaincu à ce point de la saison[26].

Au cours de ce Grand Prix :
- en remportant sa 41e victoire (pour son 171e Grand Prix), Max Verstappen rejoint Ayrton Senna (en 161 Grands Prix), au cinquième rang des pilotes de Formule 1 les plus victorieux[27] ;
- Max Verstappen mène une course de bout en bout pour la dixième fois de sa carrière et pour la troisième fois consécutive après Monaco et Barcelone[28] ;
- Adrian Newey obtient une 200e victoire avec une voiture de sa conception. Ingénieur et directeur technique chez Williams puis McLaren avant de rejoindre Red Bull à son arrivée en Formule 1 (2005), il est impliqué dans 34,36 % des victoires depuis 1991[29] ;
- Lewis Hamilton passe la barre des 4 500 points inscrits en Formule 1 (4 507,5 points)[30] ;
- Max Verstappen passe la barre des 2 200 points inscrits en Formule 1 (2 206,5 points)[31] ;
- Alexander Albon est élu « pilote du jour » à l'issue d'un vote organisé sur le site officiel de la Formule 1[32] ;
- Enrique Bernoldi (28 Grands Prix disputés entre 2001 et 2002 avec Arrows) est nommé conseiller par la FIA pour aider dans leurs jugements le groupe des commissaires de course[33].